# Carew
Carew är en by och community i Storbritannien. Den ligger i kommunen Pembrokeshire och riksdelen Wales, i den södra delen av landet, 300 km väster om huvudstaden London. Communityn har 1 532 invånare (2011).